# عملية فاكر

صافي التفاعل في عملية واكر

عملية فاكر (أو عملية هوكست-فاكر) هي عملية صناعية طورتها شركة فاكر للكيماويات الألمانية في أكسدة الإيثيلين إلى إيثانال (أسيتالدهيد) بوجود كلوريد البلاديوم الثنائي وكلوريد النحاس الثنائي كمحفزات في الوسط. كان هذا التفاعل الكيميائي واحدًا من أولى عمليات التحفيز المتجانس باستخدام كيمياء البلاديوم العضوي المطبقة على المستوى الصناعي.